# 牛ノ谷峠

牛ノ谷峠（うしのやとうげ）は、福井県あわら市と石川県加賀市の県境にある標高80mの峠。
国道8号上にある。近くにハピラインふくい線牛ノ谷駅がある。